# Malin Atanassow
Malin Atanassow (bulgarisch Малин Атанасов; * 14. Juni 1946) ist ein ehemaliger bulgarischer Eishockeyspieler. Sein Bruder Iwan Atanassow nahm ebenfalls bei den Winterspielen 1976 im Eishockey für Bulgarien teil. 

## Karriere
Malin Atanassow nahm für die bulgarische Nationalmannschaft an den Olympischen Winterspielen 1976 in Innsbruck teil. Mit seinem Team belegte er den zwölften und somit letzten Platz. Er selbst kam im Turnierverlauf in sechs Spielen zum Einsatz.